# Interpret (muzică)
Un interpret este un artist care își aduce propriul corp, iar prin el vocea, gestul și mișcarea, în executarea comunicării dramatice a unei ficțiuni prezentate în carne și oase în capul unei săli. Spectacolul dramatic este obiectul său creativ, opera sa de artă, și în plus față de sau a artiștilor interpreți sau executanți pot exista, de asemenea, pe scena un set eterogen de elemente scenice, inclusiv de iluminat, sunet (care poate fi muzica, voiceover și alte efecte sonore diverse), proiecții, set design, recuzită, costume, coafura, machiaj și măști.
În artele audiovizuale, artiștii interpreți sau executanți sunt actori. În artele spectacolului pot fi artiști multidisciplinari sau, în funcție de spectacol, pot fi specializați în anumite discipline sau genuri, cum ar fi actori, balerini, mimi, clovni, acrobati, cabaretieri, cântăreți, muzicieni, etc. Spectacolul în artele spectacolului diferă de lucrările altor tipuri de arte prin faptul că există cel puțin un interpret uman care participă în carne și oase, și un destinatar colectiv uman care este prezent fizic la momentul transmiterii comunicării.
În sens mai larg, un interpret este oricine atunci când el efectuează un act de interpretare a realității sau ficțiune, de exemplu, prin studierea sensul unui semn sau traducerea într-un alt semn. Semnele pot fi imagini, cuvinte, opere de artă, vestigii arheologice etc.